# Jung Kyung-ho
Jung Kyung-ho (hangul: 정경호, hanja: 鄭敬淏, RR: Jeong Gyeong-ho; Gwangmyeong, Provincia de Gyeonggi, 31 de agosto de 1983) es un actor y cantante surcoreano.

## Biografía
Es hijo del director Jung Eul-young, y tiene un hermano menor.
Estudió teatro en la Universidad Chung-Ang (inglés: "Chung-Ang University").
Inició su servicio militar obligatorio el 30 de noviembre del 2010, el cual finalizó el 4 de septiembre del 2012. 
En abril de 2008, se convirtió en socio comercial de Yoo-Ha-jun y 
juntos abrieron el centro comercial de "Internet Double Bill", que vendía ropa vintage y de moda para hombres.
Es buen amigo del rapero Outsider.
Desde 2012 sale con la cantante y actriz surcoreana Choi Soo-young.

## Carrera
Es miembro de la agencia Allum Management (매니지먼트 오름). Previamente fue miembro de la agencia "SidusHQ", de "Fantagio" de 2008 hasta agosto del 2015 y de "Management Donghaeng" en el 2015.
En el 2004 apareció en la serie Sweet 18 (낭랑18세) donde dio vida a la cita a ciegas de Yoon Jung-sook (Han Ji-hye).
El 8 de noviembre del mismo año se unió al elenco principal de la serie I'm Sorry, I Love You donde interpretó a Choi Yoon, un famoso cantante y el hijo adoptivo de "Audrey" (Lee Hye-young).
En febrero del 2005 se unió al elenco de la serie My Sweetheart My Darling donde dio vida a Yoo In-cheol, el hijo de la familia Yoo.
El 11 de enero del 2007 apareció como personaje principal de la película Herb donde interpretó a Lee Jong-beom, un oficial de tránsito que tiene una fuerte inclinación por las mujeres hermosas. 
El 18 de julio del mismo año se unió al elenco principal de la serie Time Between Dog and Wolf donde dio vida a Kang Min-ki, un agente del NIS, hasta el final de la serie el 6 de septiembre del mismo año.
El 23 de junio del 2008 se unió al elenco de la película Sunny donde interpretó a Yong-deuk, el bajista de una banda que canta para soldados.
El 9 de marzo del 2009 se unió al elenco principal de la serie Ja Myung Go donde dio vida al ambicioso Príncipe Ho-dong del estado Goguryeo e hijo del rey Daemusin (Moon Sung-keun), hasta el final de la serie el 21 de julio del mismo año.
El 26 de septiembre del mismo año se unió al elenco principal de la serie Smile, You donde interpretó a Kang Hyun-soo, el hijo de la familia Kang, quien termina enamorándose de Seo Jung-in (Lee Min-jung), hasta el final de la serie el 7 de marzo del 2010.
El 27 de mayo del 2013 se unió al elenco principal de la serie Cruel City (también conocida como "Heartless City") donde dio vida a Jung Shi-hyun, un oficial encuebierto que se hace pasar por el ambicioso mensajero de drogas de Moon Deok-bae (Choi Moo-sung) que busca asumir el cargo de su proveedor de drogas "Scale" (Kim Byeong-ok), hasta el final de la serie el 30 de julio del mismo año. El 17 de octubre del mismo año se unió al elenco principal de la película Fasten Your Seatbelt donde interpretó a Ma Joon-gyu. 
El 21 de junio del 2014 se unió al elenco principal de la serie Endless Love donde dio vida a Han Gwang-cheol, el hermano de Han Gwang-hoon (Ryu Soo-young) y amigo de Seo In-ae (Hwang Jung-eum) de quien está enamorado, hasta el final de la serie el 26 de octubre del mismo año. El 8 de octubre del mismo año se apareció como personaje principal de la película Manhole donde interpretó a Soo-chul, un asesino en serie que ha estado aterrorizando un barrio de Seúl.
El 20 de enero de 2016 se unió al elenco principal de la serie One More Happy Ending donde dio vida a Song Soo-hyeok, un reportero y fotógrafo de la revistas de chismes "Masspunch", hasta el final de la serie el 10 de marzo del mismo año.
El 18 de enero de 2017 se unió al elenco principal de la serie Missing Nine donde interpretó a Seo Joon-oh, una celebridad que atraviesa tiempos difíciles después de ser acusado de DUI e instigar a un colega a suicidarse y uno de los pasajeros a bordo del accidentado avión, hasta el final de la serie el 9 de marzo del mismo año. El 22 de noviembre del mismo año se unió al elenco principal de la serie Prison Playbook donde dio vida a Lee Joon-ho, un guardia de prisión de élite y el mejor amigo de Kim Je-hyuk (Park Hae-soo), hasta el final de la serie el 18 de enero del 2018.
El 9 de junio de 2018 se unió al elenco principal de la serie Life on Mars donde interpretó a Han Tae-joo, un brillante científico forense moderno que viaja al pasado y se convierte en detective, hasta el final de la serie el 5 de agosto del mismo año.
El 31 de julio de 2019 se unió al elenco principal de la serie When the Devil Calls Your Name donde dio vida a Ha Rip, un hombre que vende su alma al demonio Ryu (Park Sung-woong) para obtener fama y fortuna, convirtiéndolo en un exitoso compositor estrella, hasta el final de la serie el 19 de septiembre del mismo año. En diciembre del mismo año realizó su primera aparición especial en la serie Crash Landing on You, donde interpretó a Cha Sang-woo, una estrella top y el exnovio de Yoon Se-ri (Son Ye-jin).
El 12 de marzo de 2020 se unió al elenco principal de la serie Hospital Playlist, donde dio vida al sarcástico doctor Kim Joon-wan, un profesor que se especializa en cirugía cardiotorácica en el "Yulje Medical Center", hasta el final de la serie el 16 de septiembre de 2021. En agosto del mismo año se anunció que se había unido al elenco de la película Apgujeong Report, donde interpretará al médico Ji-woo.
En 2023 protagonizóen tvN la comedia romántica Curso intensivo de amor, con el papel de un profesor de matemáticas de una academia privada.

## Filmografía

### Series de televisión
| Año     | Título                                  | Personaje                          | Notas                       | Ref.          |
| ------- | --------------------------------------- | ---------------------------------- | --------------------------- | ------------- |
| 2004    | Sweet 18                                | Cita de Jung-sook                  |                             |               |
| 2004    | 5 Stars                                 | -                                  |                             |               |
| 2004    | If You Only Knew                        | Ha Ki-ho                           |                             |               |
| 2004    | I'm Sorry, I Love You                   | Choi Yoon                          | 16 episodios                |               |
| 2005    | My Sweetheart My Darling                | Yoo In-cheol                       |                             |               |
| 2006    | Special of My Life (내 인생 의 스페셜)  | -                                  |                             |               |
| 2006    | 101st Proposal (101번째 프로포즈)       | Oh Yong-pil                        |                             |               |
| 2007    | Time Between Dog and Wolf               | Kang Min-ki                        | 16 episodios                |               |
| 2009    | Ja Myung Go                             | Príncipe Ho-dong                   | 39 episodios                |               |
| 2009    | Smile, You                              | Kang Hyun-soo                      | 45 episodios                |               |
| 2010    | The Great Gye Choon Bin                 | Wang Ki-nam                        | Drama Special, un episodio  |               |
| 2010    | Road No. 1                              | Vendedor de Suministros            | Ep. 5                       |               |
| 2010    | Housewife Kim Kwang Ja's 3rd Activities | Jung Won-jang                      | 1 episodio                  |               |
| 2013    | Cruel City                              | Jung Shi-hyun / "The Doctor's Son" | 20 episodios                |               |
| 2013    | After School: Lucky or Not              | Farmacéutico                       | Ep. 7                       | [ 28 ]        |
| 2013    | Lee Sang That Lee Sang                  | Bon Wung                           | Drama Festival 2013, un ep. |               |
| 2014    | Endless Love                            | Han Gwang-cheol                    | 37 episodios                |               |
| 2014    | House, Mate                             | Seok Jin                           | Drama Festival 2014, un ep. |               |
| 2015    | Falling for Innocence                   | Kang Min-ho / James Kang           | 16 episodios                | [ 29 ]        |
| 2015    | Because It's the First Time             | Oficial de la Policía              | Ep. 2                       |               |
| 2015    | High-end Crush                          | Reportero de televisión            | 3 episodios                 |               |
| 2016    | One More Happy Ending                   | Song Soo-hyeok                     | 16 episodios                |               |
| 2017    | Missing Nine                            | Seo Joon-oh                        | 16 episodios                |               |
| 2017-18 | Prison Playbook                         | Lee Joon-ho                        | 16 episodios                |               |
| 2018    | Life on Mars                            | Han Tae-joo                        | 16 episodios                |               |
| 2018    | Tale of Gyeryong Fairy                  | Jeum Dol / "Blue Dragon"           |                             |               |
| 2019    | When the Devil Calls Your Name          | Ha Rip / Seo Dong-cheon            | 16 episodios                |               |
| 2019    | Crash Landing on You                    | Cha Sang-woo                       | 3 episodios                 |               |
| 2020    | Hospital Playlist                       | Dr. Kim Joon-wan                   | 12 episodios                |               |
| 2021    | Hospital Playlist 2                     | Dr. Kim Joon-wan                   | 12 episodios                | [ 30 ]        |
| 2023    | Curso intensivo de amor                 | Choi Chi-yeol                      | 16 episodios                | [ 31 ]        |
| 2024    | Wedding Impossible                      | Cita de Yoon Chae-won              | Aparición especial, ep. 4   | [ 32 ]        |
| 2024    | Una maleta                              | Jun-ho                             | Aparición especial          | [ 33 ]        |
| 2025    | Manual para residentes                  | Dr. Kim Joon-wan                   | Aparición especial          | [ 34 ]        |
| 2025    | ¡Oh, mis clientes fantasmas!            | Noh Moo-jin                        | 10 episodios                | [ 35 ] [ 36 ] |

### Películas
| Año  | Título                     | Personaje     | Notas |
| ---- | -------------------------- | ------------- | --- |
| 2005 | All for Love               | Yoo Jung-hoon | junto a Uhm Jung-hwa, Hwang Jung-min, Seo Young-hee, Kim Su-ro, Kim Yoo-jung y Yoon Jin-seo               |
| 2005 | When Romance Meets Destiny | Kim Il-woong  | junto a Kim Joo-hyuk, Bong Tae-gyu, Lee Yo-won, Kim Ah-joong, Kim Hyung-min, Kim Il-woong y Park Chul-min |
| 2006 | Gangster High              | Lee Sang-ho   | junto a Lee Tae-sung, Jang Hee-jin, Cho Jin-woong, Kim Hye-seong, Kim Ye-ryeong y Lee Haeng-seok          |
| 2007 | Herb                       | Lee Jong-beom | junto a Kang Hye-jung, Bae Jong-ok, Lee Mi-young, Lee Young-yoo, Woo Seung-yeon y Kim Young-hoon          |
| 2007 | For Eternal Hearts         | Soo-young     | junto a Kim Gyu-ri, Cha Soo-yeon, Jung Jin-young, Kim C y Jang Hang-sun                                   |
| 2008 | Beastie Boys               | -             | junto a Yoon Kye-sang, Yoon Jin-seo, Ha Jung-woo, Ma Dong-seok y Kwon Yul                                 |
| 2008 | Sunny                      | Yong-deuk     | junto a Soo Ae, Jung Jin-young, Joo Jin-mo, Shin Hyeon-tak y Uhm Tae-woong                                |
| 2009 | Running Turtle             | Song Gi-tae   | junto a Kim Yoon-seok, Kyeon Mi-ri, Sunwoo Sun, Kim Ji-na, Shin Jung-geun, Lee Moo-saeng y Choi Kwon      |
| 2013 | Fasten Your Seatbelt       | Ma Joon-gyu   | junto a Ha Sung-chun, Kim Jae-hwa, Choi Kyu-hwan, Kim Gi-cheon, Kim Sung-kyun y Ko Sung-hee               |
| 2014 | Manhole                    | Soo-chul      | junto a Jung Yu-mi, Kim Sae-ron, Choi Deok-moon, Jo Dal-hwan, Lee Young-yoo y Yoon Chan-young             |
| 2015 | Amor                       | Tae-woo       | junto a Mina Fujii y Jung Yoon-seon                                                                       |
| 2018 | Deja Vu                    | Choi Hyun-suk | junto a Nam Gyu-ri, Lee Kyu-han, Lee Chun-hee, Dong Hyun-bae, Kim Jae-bum y Jung Eun-sung                 |
| 2020 | Daemuga: Sorrow and Joy    | -             | junto a Park Sung-woong, Ryu Kyung-soo y Yang Hyun-min                                                    |
| 2021 | Apgujeong Report           | Dr. Ji-woo    | junto a Ma Dong-seok, Oh Na-ra y Oh Yeon-seo                                                              |

### Programas de variedades
| Año  | Título                               | Notas                                                         |
| ---- | ------------------------------------ | ------------------------------------------------------------- |
| -    | X-Man                                | invitado                                                      |
| 2014 | Laws of the City                     | miembro                                                       |
| 2015 | Please Take Care of My Refrigerator  | 2 episodios - (ep. #18-19) - invitado - junto a Yoon Hyun-min |
| 2016 | I Live Alone                         | (ep. #174) - invitado                                         |
| 2017 | Life Bar                             | (ep. #26) - invitado                                          |
| 2019 | Amazing Saturday (DoReMi Market)     | (ep. #69) - invitado - junto a Park Sung-woong                |
| 2021 | Wise Camping Life (Camping Playlist) | miembro                                                       |
| 2021 | Mountain Village Playlist            | miembro                                                       |

### Presentador
| Año  | Programa                                 | Notas                         |
| ---- | ---------------------------------------- | ----------------------------- |
| 2013 | Ha Jung Woo Brothers (하정우 부라더스)   | co-presentador                |
| 2014 | Law of the City (도시의 법칙)            | 10 episodios - co-presentador |
| 2020 | 2020 Mnet Asian Music Awards (2020 MAMA) | presentador de categoría      |

### Aparición en videos musicales
| Año  | Intérprete (es)           | Canción               | Notas |
| ---- | ------------------------- | --------------------- | ----- |
| 2006 | 4Men                      | "Confession"          |       |
| 2008 | Zia                       | "Doll + A Man's Love" |       |
| 2008 | Zia                       | "Violin + Miss You"   |       |
| 2015 | Outsider feat. Lee Eun-mi | "Wind Breeze"         |       |

### Teatro
| Año  | Obra              | Personaje | Notas  |
| ---- | ----------------- | --------- | ------ |
| 2021 | Angels in America | Prior     | [ 46 ] |

### Revistas / sesiones fotográficas
| Año  | Título           | Notas  |
| ---- | ---------------- | ------ |
| 2018 | Singles Magazine | [ 47 ] |

### Anuncios
| Año  | Título                           | Notas                               |
| ---- | -------------------------------- | ----------------------------------- |
| 2007 | SK Telecom                       |                                     |
| 2007 | Canon Digital Camera             |                                     |
| 2010 | Creative Matiz                   |                                     |
| 2018 | 롯데칠성음료 데일리C 레몬 1000C+ | junto a Park Ho-san y Lee Kyu-hyung |

## Discografía
| Año  | Canción             | Álbum                                            | Notas                                        |
| ---- | ------------------- | ------------------------------------------------ | -------------------------------------------- |
| 2004 | Precious Person     | OST de "I'm Sorry, I Love You"                   |                                              |
| 2015 | Red Carpet          | OST de "Pride and Prejudice"                     | junto a Outsider - (versión japonesa)        |
| 2019 | The Street You Left | OST especial de "When the Devil Calls Your Name" | junto a Kim Hyung-mook (Liver & Gallbladder) |
| 2019 | Where Is The Dream  | OST de "When the Devil Calls Your Name"          |                                              |
| 2019 | When I am In Busan  | OST de "When the Devil Calls Your Name"          |                                              |
| 2019 | Everyday            | -                                                |                                              |
| 2021 | Reminiscence (회상) | OST Pt.9 de "Hospital Playlist 2"                | [ 48 ]                                       |

## Premios y nominaciones
| Año  | Premio                         | Categoría                                           | Trabajo                        | Resultado |
| ---- | ------------------------------ | --------------------------------------------------- | ------------------------------ | --------- |
| 2004 | KBS Drama Award                | Best New Actor                                      | I'm Sorry, I Love You          | Nominado  |
| 2006 | 43rd Grand Bell Award          | Best New Actor                                      | All for Love                   | Nominado  |
| 2007 | 15th Chunsa Film Art Award     | Best New Actor                                      | Herb                           | Ganó      |
| 2007 | 6th Korean Film Award          | Best New Actor                                      | Herb                           | Nominado  |
| 2008 | 4th Premiere Rising Star Award | Best New Actor                                      | Sunny                          | Ganó      |
| 2008 | 29th Blue Dragon Film Award    | Best Supporting Actor                               | Sunny                          | Nominado  |
| 2009 | 46th Grand Bell Award          | Best Supporting Actor                               | Sunny                          | Nominado  |
| 2009 | 4th Andre Kim Best Star Award  | Male Star Award                                     | -                              | Ganó      |
| 2009 | SBS Drama Award                | Excellence Award, Actor in a Special Planning Drama | Smile, You                     | Nominado  |
| 2009 | SBS Drama Award                | Producer's Award                                    | Smile, You y Ja Myung Go       | Ganó      |
| 2014 | 34th Golden Cinema Festival    | Best New Actor                                      | Fasten Your Seatbelt           | Ganó      |
| 2014 | SBS Drama Award                | Excellence Award, Actor in a Serial Drama           | Endless Love                   | Nominado  |
| 2017 | MBC Drama Award                | Best Character Award, Comic Character               | Missing 9                      | Ganó      |
| 2019 | 6th APAN Star Award            | Top Excellence Award, Actor in a Miniseries         | Life on Mars                   | Nominado  |
| 2019 | 12th Korea Drama Award         | Top Excellence Award, Actor                         | When the Devil Calls Your Name | Nominado  |